# Федеральный центр нейрохирургии (Новосибирск)
Федеральное государственное бюджетное учреждение Федеральный центр нейрохирургии Министерства здравоохранения РФ (Новосибирск) — медицинская организация в области нейрохирургии.

## История
Центр построен в рамках Национального проекта «Здоровье» и рассчитан на оказание помощи жителям Сибирского и Дальневосточного федеральных округов и других регионов России  (недоступная ссылка).
Строительство центра в Новосибирске началось в 2008 году и велось по новой для Новосибирска технологии — из медицинских модульных блоков с уже готовой внутренней отделкой и разводкой инженерных сетей .
Открытие поликлинического отделения состоялось в сентябре 2012 года. Первую операцию специалисты центра провели 20 ноября 2012 года .

## Отделения центра
В Центре наряду с  5 нейрохирургическими отделениями (спинальное, сосудистое, онкологическое, функциональной нейрохирургии и детское отделения) в полном объеме функционируют отделения анестезиологии-реанимации, поликлиническое, отделения лучевой и лабораторной диагностики .
Нейрохирургические отделения Центра отличаются  современным, высокотехнологичным и эргономичным оборудованием, призванным обеспечить пациентам наиболее комфортное пребывание в центре, способствующее скорейшему послеоперационному восстановлению и реабилитации .

### Диагностические отделения центра
Диагностические отделения Центра оснащены самым современным оборудованием. Отделение лабораторной диагностики располагает уникальным для Новосибирска комплектом  автоматических  анализаторов производства  компании  Siemens  (Германия - США), способных максимально удовлетворить все потребности Центра в лабораторных исследованиях .
В отделении лучевой диагностики используется следующее оборудование: аппараты УЗИ экспертного класса (Acuson, Siemens), аппарат магнитно-резонансной томографии напряженностью магнитного поля 1,5 Тесла, 64-срезовый спиральный компьютерный томограф (Somatom Emotion, Siemens).

### Операционный блок
На начало 2014 года в операционном блоке Центра постоянно функционирует 5 операционных, среди них одна ангиографическая, оснащенная мощным ангиографом последнего поколения фирмы Siemens, для выполнения минимально инвазивных внутрисосудистых вмешательств,  для диагностики и лечения патологии сосудов головного мозга и других заболеваний центральной нервной системы .  Все операционные оснащены системой телемедицины, состоящей из расположенных в каждом операционном зале видеокамер и динамиков, с возможностью подключения оборудования, оснащенного собственными камерами (микроскопы, эндоскопические стойки). Это позволяет в режиме реального времени наблюдать за операциями, комментировать их ход, вести онлайн конференции как в пределах нейрохирургического центра, так и транслировать происходящее за его пределы  .
Операционный блок оснащен всем необходимым хирургическим и диагностическим оборудованием последнего поколения, современными многофункциональными операционными столами, потолочными анестезиологическими и хирургическими консолями. Во всех операционных имеются современные нейрохирургические микроскопы с возможностью определения во время операции кровотока по сосудам и выявления участков опухолей, не видимых  в обычном световом спектре .

### Отделение анестезиологии реанимации
Отделение анестезиологии и реанимации оснащено самым современным оборудованием: дыхательная (Evita) и наркозная аппаратура (Primus, Fabius) производства Draeger, Германия, мониторы для продолжительного наблюдения за параметрами жизненно важных систем организма производства Philips, Голландия, и General Electric, USA, системы для внутривенных инфузий Fresenius, Германия, удобные функциональные кровати Merivaara, Финляндия .

## Оказываемая медицинская помощь
В Центре оказывается высокотехнологическая медицинская помощь, доступная все гражданам Российской Федерации . Приоритетными направлениями являются малоинвазивные методы лечения. Благодаря методам малоинвазивной нейрохиорургии вмешательство в ткани пациента сводится к минимуму. Что позволяет сократить срок послеоперационного пребывания в стационаре до 3-5 дней.
В отделениях центра ведется работа по следующим направлениям.

### Детское отделение
На сегодняшний день детское отделение является единственным специализированным детским отделением федерального значения, оказывающим высокотехнологичную нейрохирургическую помощь на территории Сибирского федерального округа . Сочетание новейших лечебно-диагностических методик и профессионализма врачей, позволяет охватить весь спектр нейрохирургической патологии детского возраста:
- гидроцефалия различного генеза;
- кисты головного и спинного мозга;
- краниостенозы;
- врожденные аномалии развития ЦНС;
- опухоли головного и спинного мозга;
- сосудистые заболевания головного мозга;
- последствия черепно-мозговой травмы;
- детский церебральный паралич;
- фармакорезистентные формы эпилепсии при объемных процессах головного мозга;
- воспалительные заболевания центральной нервной системы .

## Спинальное отделение
Хирурги спинального отделения используют современные методы диагностики, интраоперационную систему навигации и микрохирургической техники, что обеспечивает увеличение точности и уменьшение травматичности  хирургических вмешательств на позвоночнике, тем самым, снижая риск оперативного вмешательства и сроки послеоперационного восстановления (реабилитации). В отделении  выполняются следующие виды хирургических вмешательств:
- микрохирургическая дискэктомия;
- передняя и задняя открытая декомпрессия спинного мозга;
- стабилизирующие оперативные вмешательства различными металлоконструкциями, выполненные из современных высококачественных материалов;
- декомпрессивная ламинопластика при стенозах позвоночного канала различной этиологии;
- вертебропластика .

Также на базе спинального отделения ведет работу отделение восстановительной физкультуры.

## Сосудистое отделение
Оказывает высокотехнологичную медицинскую помощь пациентам с патологией сосудов головного мозга. Проводится весь спектр диагностики сосудистых заболеваний головного мозга, включающий такие методы как селективная ангиография, ультразвуковое исследование, МРТ и МСКТ-ангиография. Современно оборудованные и оснащенные операционные, высокая квалификация хирургов позволяют выполнять операции на сосудах головного мозга любой сложности.
Накоплен большой опыт в хирургическом лечении патологии сосудов головного мозга, который позволяет оказывать высокотехнологичную медицинскую помощь пациентам (открытые и эндоваскулярные вмешательства) со следующей патологией:
- артериальные аневризмы (разорвавшиеся и неразорвавшиеся);
- артерио-венозные мальформации головного и спинного мозга;
- стенозы прецеребральных сосудов (внутренней сонной артерии);
- кавернозные ангиомы головного и спинного мозга;
- каротидно-кавернозные соустья .

## Онкологическое отделение
Лечение пациентов осуществляется по принципам малоинвазивности, минимальной травматичности и бережного отношения ко всем тканям и структурам головного и спинного мозга, высокая точность вмешательств, основанная на знании микроанатомии и нейрофизиологии, а также применение нейронавигации до и непосредственно во время оперативного вмешательства. Предоперационное обследование, включающее, при необходимости, проведение МРТ или МСКТ с контрастированием, трактографию, неинвазивные варианты ангиографии, позволяют до деталей спланировать ход операции, избежать повреждения функциональных зон коры головного мозга, сосудистых структур.
В отделении оказывается весь спектр хирургического лечения пациентам с доброкачественными и злокачественными образованиями центральной и периферической нервной системы:
- внутримозговыми опухолями (глиомами) лобной, височной, теменной, затылочной долей, а также мозжечка;
- доброкачественными и злокачественными новообразованиями шишковидной железы и пинеальной области;
- опухолями ствола головного мозга;
- менингиомами основания черепа: ольфакторной ямки, супраселлярными менингиомами, крыльев основной кости (в том числе с распространением на кавернозный синус), пирамиды височной кости, петрокливальными (с ростом на Блюменбахов скат), менингиомами мосто-мозжечкового угла и большого затылочного отверстия;
- невриномами слухового, тройничного и других черепно-мозговых нервов;
- опухолями спинного мозга (менингиомами, невриномами, эпендимомами, астроцитомами) всех локализаций;
- опухолями костей черепа .

## Отделение функциональной нейрохирургии
Это подразделение  принципиально нового типа, открытое одним из первых в России, направленное на улучшение качества жизни пациентов со сложной  невролого-нейрохирургической патологией. Это универсальное нейрохирургическое подразделение в структуре Федерального Центра, способное решать все оперативные  задачи общей нейрохирургии, включая нейроонкологию и церебро-васкулярную патологию. В отделении проводится лечение по следующим направлениям:
- Нарушения регуляции произвольных движений, мышечного тонуса и позы (болезнь Паркинсона, спастические синдромы, рассеянный склероз, тригеминальная невралгия и пр.);
- Тяжелые неврогенные болевые синдромы (хроническая боль): болевые синдромы вследствие повреждения периферических нервов и сплетений (травматического, воспалительного и иного происхождения);
- Эпилепсия;
- Нарушения регионарного кровообращения;
- Нарушения функции тазовых органов по типу задержки мочи и недержания мочи (как последствия спинальной патологии травматического, опухолевого, дизонтогенетического и другого происхождения);
- Отдельные формы нарушений сознания, вплоть до вегетативного  статуса после черепно-мозговой травмы и ишемии мозга;
- Цереброваскулярная патология;
- Гидроцефалия;
- Хирургия боли .

## Персонал центра
В Центре ведут работу 72 врача. Среди них один доктор медицинских наук, академик РАМН  - научный куратор центра Крылов Владимир Викторович. 16 кандидатов медицинских наук, 17 врачей высшей квалификационной категории . Докторами Центра написаны научные статьи в Российские и зарубежные специализированные издания  (недоступная ссылка).
Научная работа:
Научную работу Центра курирует академик РАМН, доктор медицинских наук Крылов Владимир Викторович  .

## Присутствие в социальных сетях
Официальная страница ФГБУ "ФЦН" в социальной сети Facebook